# Makijivka
Makijivka (Oekraïens: Макіївка; Russisch: Макеевка, Makejevka) is een industriële stad in het oosten van Oekraïne. De stad ligt in de oblast Donetsk, iets ten noordoosten van de hoofdstad Donetsk.
In 2022 telde de stad 338.968 inwoners. Het is een belangrijke stad vanwege de staalindustrie en de steenkoolwinning. Lange tijd werd gedacht dat de stad in 1777 werd gesticht, maar uit onderzoek is gebleken dat de stad in bronnen vanaf 1696 terug te vinden is. De Kozak Makej stichtte de stad, die ook naar hem is vernoemd.
De stad Donetsk wordt als zusterstad gezien, er hebben plannen bestaan om beide steden samen te voegen. Samen heeft Donetsk-Makijivka zo'n anderhalf miljoen inwoners. Na Kiev is deze dubbelstad daarmee de grootste stad van Oekraïne. 

## Russisch-Oekraïense oorlog
Tijdens de Russisch-Oekraïense oorlog werd het stadhuis op 13 april 2014 overgenomen door pro-Russische separatisten. Sindsdien wordt Makiivka bestuurd door de zelfverklaarde Volksrepubliek Donetsk.
Rond de jaarwisseling naar 2023 heeft Oekraïne een raketaanval uitgevoerd op een schoolgebouw waar recentelijk Russische troepen gemobiliseerd en ondergebracht waren. Bij de aanval zijn volgens Oekraïne 400 Russische doden en 300 gewonden gevallen. Het Russische ministerie van defensie bevestigde de aanval, maar sprak over 89 doden. Er bevond zich naast het gebouw ook munitie. Van het gebouw zou niets meer over zijn. Het betreft een van de dodelijkste aanvallen door Oekraïne op Russische doelen sinds het begin van de Russische invasie van Oekraïne in 2022.

## Geboren
- Olha Savtsjoek (1987), tennisspeelster
- Oleksandr Zoebkov (1996), voetballer